# Césarville-Dossainville
Césarville-Dossainville är en kommun i departementet Loiret i regionen Centre-Val de Loire strax norr Frankrikes mitt. Kommunen ligger i kantonen Malesherbes som tillhör arrondissementet Pithiviers. År 2022 hade Césarville-Dossainville 222 invånare.

## Befolkningsutveckling
Antalet invånare i kommunen Césarville-Dossainville
| Referens: INSEE |